# 佐々木松坪
佐々木 松坪（ささき しょうへい、1838年（天保9年1月）- 1907年（明治40年）1月2日）は、幕末の村役人、明治期の政治家、実業家。衆議院議員。

## 経歴
越後国蒲原郡上早通村（新潟県蒲原郡上早通村、早通村、中蒲原郡早通村、亀田町、新潟市を経て現同市江南区亀田早通）で大庄屋格名主の佐々木家に生まれる。漢学、剣術、馬術を修めた。1854年（安政元年）に家督を相続し、名主（里正）を務めた。
明治維新後、区戸長、大区長となる。その他、新潟県大河津分水用弁掛、同勧農取締、戸籍官戸籍合算掛、地券取調掛、徴兵議員、地租改正調実地丈量顧問、中学区取締、郡長などを務めた。
1879年（明治12年）新潟県会議員に選出され、同副議長も務めた。1883年（明治16年）中蒲原郡長に就任。1892年（明治25年）2月、第2回衆議院議員総選挙（新潟県第3区）で当選。第4回総選挙でも再選され、衆議院議員に通算2期在任した。
低湿地亀田郷の住民生活を守るため、治水、水利事業の実施に尽力した。1888年（明治21年）県内実業家の結集を目的に殖産協会を設立し、岩越鉄道（磐越西線）の敷設、日本石油（新日本石油）の設立など実業界でも活躍した。

## 国政選挙歴
- 第2回衆議院議員総選挙（新潟県第3区、1892年2月、議員集会所）当選[4]
- 第3回衆議院議員総選挙（新潟県第3区、1894年3月、立憲改進党）次点落選[4]
- 第4回衆議院議員総選挙（新潟県第3区、1894年9月、立憲改進党）当選[5]
- 第6回衆議院議員総選挙（新潟県第3区、1898年8月、憲政本党）落選[5]